# Kościół Chrystusa Miłosiernego w Białej Podlaskiej
Kościół Chrystusa Miłosiernego w Białej Podlaskiej – postmodernistyczny kościół parafialny w Białej Podlaskiej.
Od 26 grudnia 2003 roku Diecezjalne Sanktuarium Miłosierdzia Bożego.

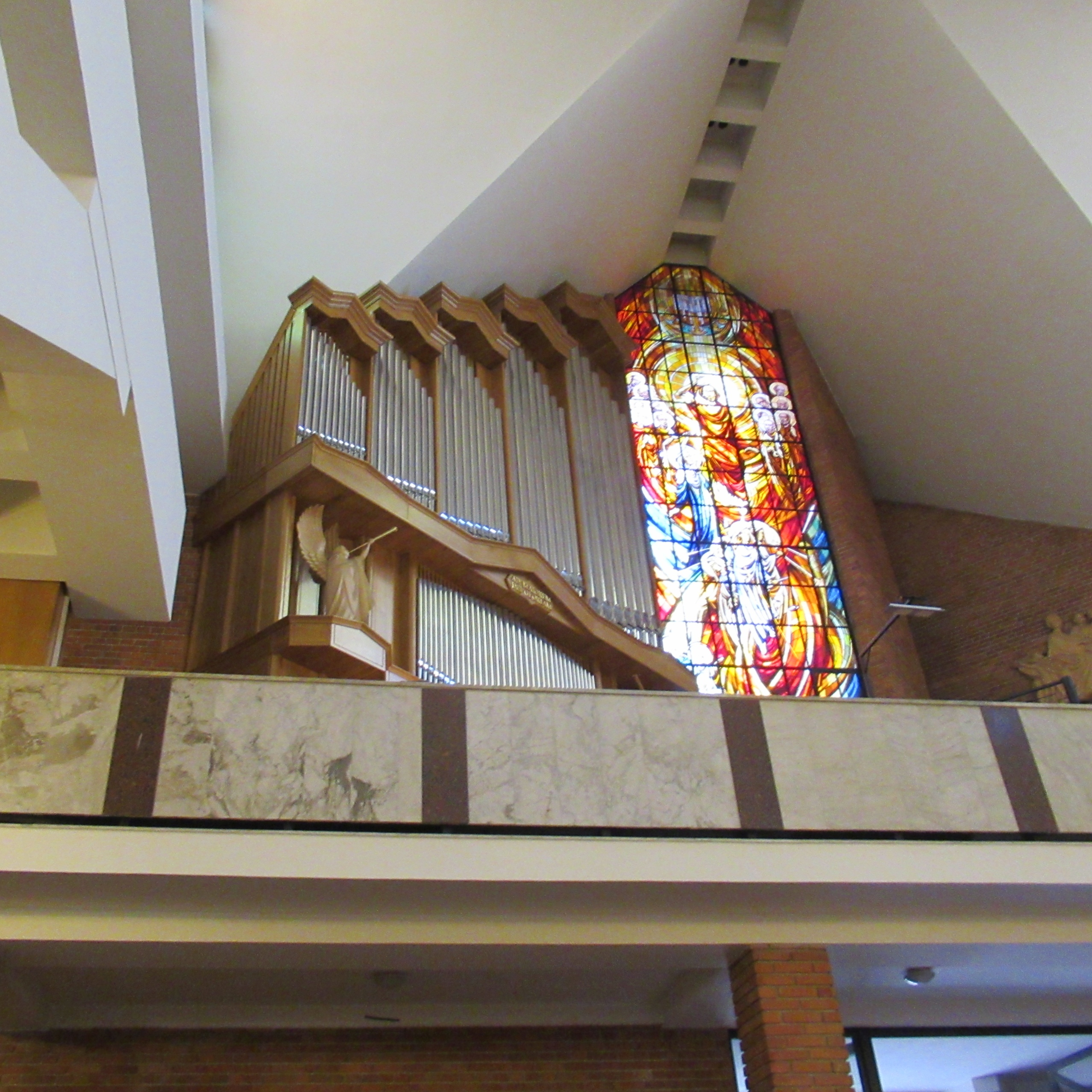
Organy